# Genki (målare)
Genki eller Komai, född 1747, död 1797, var en japansk målare.
Genki var elev till Maruyama Ōkyo vid sidan av Nagasawa Rosetsu som Ōkyos främste elev. Han följde mästarens realistiska stil, men verk i mästarens stil är sällsynta. Istället målade han främst kinesiska damporträtt i mingstilen. Han kan även spåra ett visst inflytande från Ukiyo-e, som då hade sin guldålder med Torii Kiyonaga och Utamaro, som också hade vackra kvinnor som sina favoritmotiv.

## Bilder

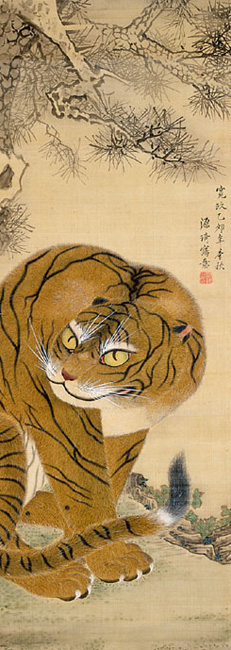
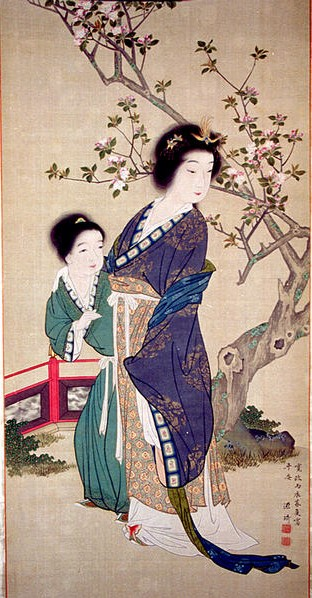
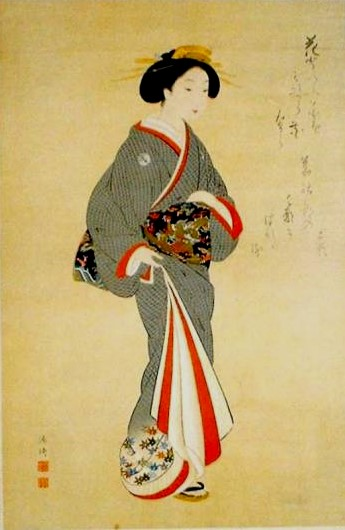
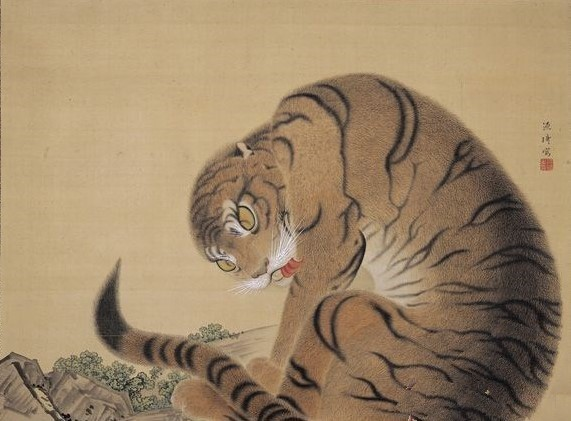